# These Days (album Bon Jovi)
These Days – szósty album studyjny grupy Bon Jovi, wydany w 1995 roku. Sprzedany w liczbie około 9 milionów kopii na całym świecie. Znajduje się na nim wiele ballad, a także hardrockowe piosenki, takie jak Hey God, czy Damned.
Producentami albumu byli Peter Collins, Jon Bon Jovi i Richie Sambora, a techniką zajęli się Obie O’Brien i David Thoener. Na albumie znalazło się 14 utworów (licząc bonus track All I Want Is Everything). 
Prace nad albumem zespół rozpoczął niemal natychmiast po wydaniu składanki Cross Road. Dotychczasowego basistę, Aleca Johna Sucha zastąpił nowy, Hugh McDonald (który jednak do dziś nie jest uznawany za pełnoprawnego członka zespołu). Nagrywanie albumu trwało wyjątkowo długo, gdyż wokalista i lider zespołu Jon Bon Jovi nie zaakceptował pierwszej wersji i prace trzeba było rozpocząć praktycznie od początku. Dziennikarze uznali, że album These Days „wynosi zespół na rockowy Olimp”.
Album promowało pięć singli (z których największą popularnością cieszył się singel This Ain’t a Love Song). Uzupełnieniem promocji była trasa koncertowa, podczas której grupa zagrała blisko 250 koncertów na całym świecie. Koncertem na stadionie Wembley w Londynie zespół pobił rekord publiczności zebranej na tym stadionie (liczba widzów wynosiła około 72 tys.).

## Lista utworów
1. „Hey God” (Jon Bon Jovi, Richie Sambora) – 6:10
2. „Something for the Pain” (Bon Jovi, Sambora, Desmond Child) – 4:47
3. „This Ain’t a Love Song” (Bon Jovi, Sambora, Child) – 5:07
4. „These Days” (Bon Jovi, Sambora) – 6:27
5. „Lie to Me” (Bon Jovi, Sambora) – 5:34
6. „Damned” (Bon Jovi, Sambora) – 4:33
7. „My Guitar Lies Bleeding in My Arms” (Bon Jovi, Sambora) – 5:41
8. „(It's Hard) Letting You Go” (Bon Jovi) – 5:51
9. „Hearts Breaking Even” (Bon Jovi, Child) – 5:06
10. „Something to Believe In” (Bon Jovi) – 5:25
11. „If That's What It Takes” (Bon Jovi, Sambora) – 5:17
12. „Diamond Ring” (Bon Jovi, Sambora, Child) – 3:47
13. „All I Want Is Everything” (Bon Jovi, Sambora)*
14. „Bitter Wine” (Bon Jovi, Sambora)* - 4:33

[*] Może nie występować we wszystkich wydaniach, zwłaszcza w USA.